# Université municipale de Nayoro
L'université municipale de Nayoro (名寄市立大学, Nayoro shiritsu daigaku) est une université publique du Japon située dans la ville de Nayoro.